# Saint-Paul (Haute-Vienne)
Saint-Paul település Franciaországban, Haute-Vienne megyében. Lakosainak száma 1235 fő (2022. január 1.). Saint-Paul Eyjeaux, La Geneytouse, Saint-Bonnet-Briance, Saint-Denis-des-Murs, Saint-Genest-sur-Roselle és Saint-Hilaire-Bonneval községekkel határos.

## Népesség
A település népessége az elmúlt években az alábbi módon változott:
| Lakosok száma | 1246 | 1242 | 1263 | 1236 | 1232 | 1227 | 1222 | 1230 | 1235 |
|               | 2013 | 2015 | 2016 | 2017 | 2018 | 2019 | 2020 | 2021 | 2022 |